# Enzo

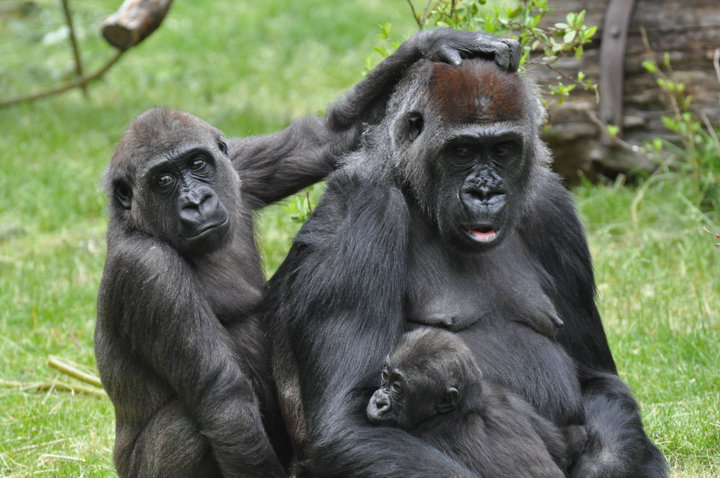
Enzo med mamma Naomi och lillebror Echo i mitten

Enzo, född 1 april 2006, på Kolmårdens djurpark, är av arten låglandsgorilla. 
Han är den första gorillan som fötts i Sverige. Hans mor Naomi kommer från Hannover Zoo och är född 1994.  Enzos far heter Efata och är född 1982, och är från Stuttgart. Enzo föddes på Kolmårdens djurpark och skapade oro under de första dagarna i livet då han inte åt som han skulle, men hämtade sig snart.
Den 20 maj 2009 fick Enzo en bror som har fått namnet Echo. Echo flyttades från Kolmården till Bioparc i Fuengirola
Den 12 september 2020 föddes Enzos dotter Kione, som blev den tredje gorillan, och den första gorillahonan, som fötts i Sverige.
Den 5 april 2021 föddes Enzos första son, som har fått sitt namn Elroi.